# Giovanni di Lublino
Giovanni di Lublino o da Lublino (in polacco Jan z Lublina; Lublino, 1490 circa – Kraśnik, 1550 circa) è stato un organista e compositore polacco.

## Biografia
Non si conosce molto della sua vita. Fu membro dei canonici regolari di Kraśnik; nel 1540 circa fu forse organista nel convento di Kraśnik, vicino a Lublino. Probabilmente è uno dei due Jan, dei quali il primo conseguì un dottorato in arti e filosofia nel 1499, il secondo una laurea in arti nel 1508 all'Università Jagellonica di Cracovia. Dal 1537 al 1548 creò la sua famosa intavolatura per organo, il cui titolo è  Tabulatura Ioannis de Lyublyn Canonic[orum] Reg[u]lariu[m] de Crasnyk. È la più grande intavolatura per organo del mondo (più di 350 composizioni e un trattato), nonché una delle più antiche. Contiene molte composizioni di Nicolaus Cracoviensis e numerose intavolature di pezzi di Josquin Desprez, Heinrich Finck, Clément Janequin, Ludwig Senfl, Claudin de Sermisy, Philippe Verdelot, Johann Walter e altri.

## L'Intavolatura
Giovanni di Lublino fu probabilmente anche il primo possessore dell'intavolatura per organo oggi conservata nella biblioteca dell'Accademia polacca delle scienze con collocazione Ms. 1716. Forse ne è in parte l'autore. Il suo nome appare, goffrato, solo sulla copertina, mentre in una delle pagine interne si trova la firma "Valentinus scripsit". L'opera, di 520 pagine, è considerata la più vasta fonte di musica organistica europea; contiene trascrizioni di musica vocale sacra e profana, musica organistica sacra indipendente e preludi e danze. Contiene inoltre un trattato ed esercizi sulla composizione e l'improvvisazione organistica e consigli per l'accordatura degli organi. Buona parte del repertorio ci è arrivata in forma di intavolatura anonima, ma in molti casi l'autore è stato identificato e in altri ancora rintracciato attraverso altre fonti. In totale, vi si trovano 20 compositori tra francesi, olandesi, tedeschi e italiani; fra i polacchi, Seweryn Koń e le iniziali di Nicolaus Cracoviensis e Nicola di Chrzanów (NC N.Ch., NZ).